# Arizona (teritoriu SCA)

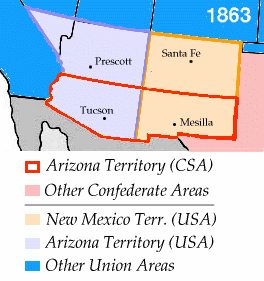
Pretenţiile teritoriale ale Uniunii şi ale Confederaţiei în statele de azi Arizona și New Mexico în perioada 1861 - 1863. Harta, care ilustrează situația din anul 1863, reflectă constituirea Teritoriul Arizona al Statelor Unite ale Americii, la nord de paralela 34.

Teritoriul Arizona al Statelor Confederate ale Americii, conform originalului [The] Arizona Territory of the Confederate States of America, sau, pe scurt, Confederate Territory of Arizona, a fost un teritoriu organizat al Confederației care a existat între 1861 și 1865.  Teritoriul a fost suprapus peste, dar nu a fost identic ca suprafață cu Teritoriul Arizona al Uniunii, care a fost creat în 1863.

## Istoric
Teritoriul Arizona al Confederației a fost scena câtorva bătălii importante în campania vestică a Războiului civil american, mai ales că oferea acces Confederației spre sudul statului California, unde se găsea o importantă populație pro-confederată.  Forțele armate ale Uniunii au luat controlul total al acestui teritoriu, situat la nord de paralela 34, la sfârșitul lunii iulie 1862. 